# Trente-sept degrés à l'ombre
Pour plus de détails, voir Fiche technique et Distribution.
Trente-sept degrés à l'ombre (92 in the Shade) est un film américain réalisé par Thomas McGuane, sorti en 1975.

## Fiche technique
- Titre original : 92 in the Shade
- Titre français : Trente-sept degrés à l'ombre
- Réalisation : Thomas McGuane
- Scénario : Thomas McGuane
- Musique : Michael J. Lewis (en)
- Pays d'origine : États-Unis
- Format : Couleurs - 1,85:1 - Mono
- Genre : comédie dramatique
- Durée : 93 minutes
- Date de sortie : 1975

## Distribution
- Peter Fonda : Tom Skelton
- Warren Oates : Nichol Dance
- Margot Kidder : Miranda
- Burgess Meredith : Goldsboro
- Harry Dean Stanton : Carter
- Elizabeth Ashley : Jeannie Carter
- Sylvia Miles : Bella
- William Hickey : Mr. Skelton
- Louise Latham : Mrs. Skelton
- Joe Spinell : Ollie Slatt
- John Quade : Roy
- Warren J. Kemmerling : Powell
- Scott Palmer : Michael